# AXsiZ

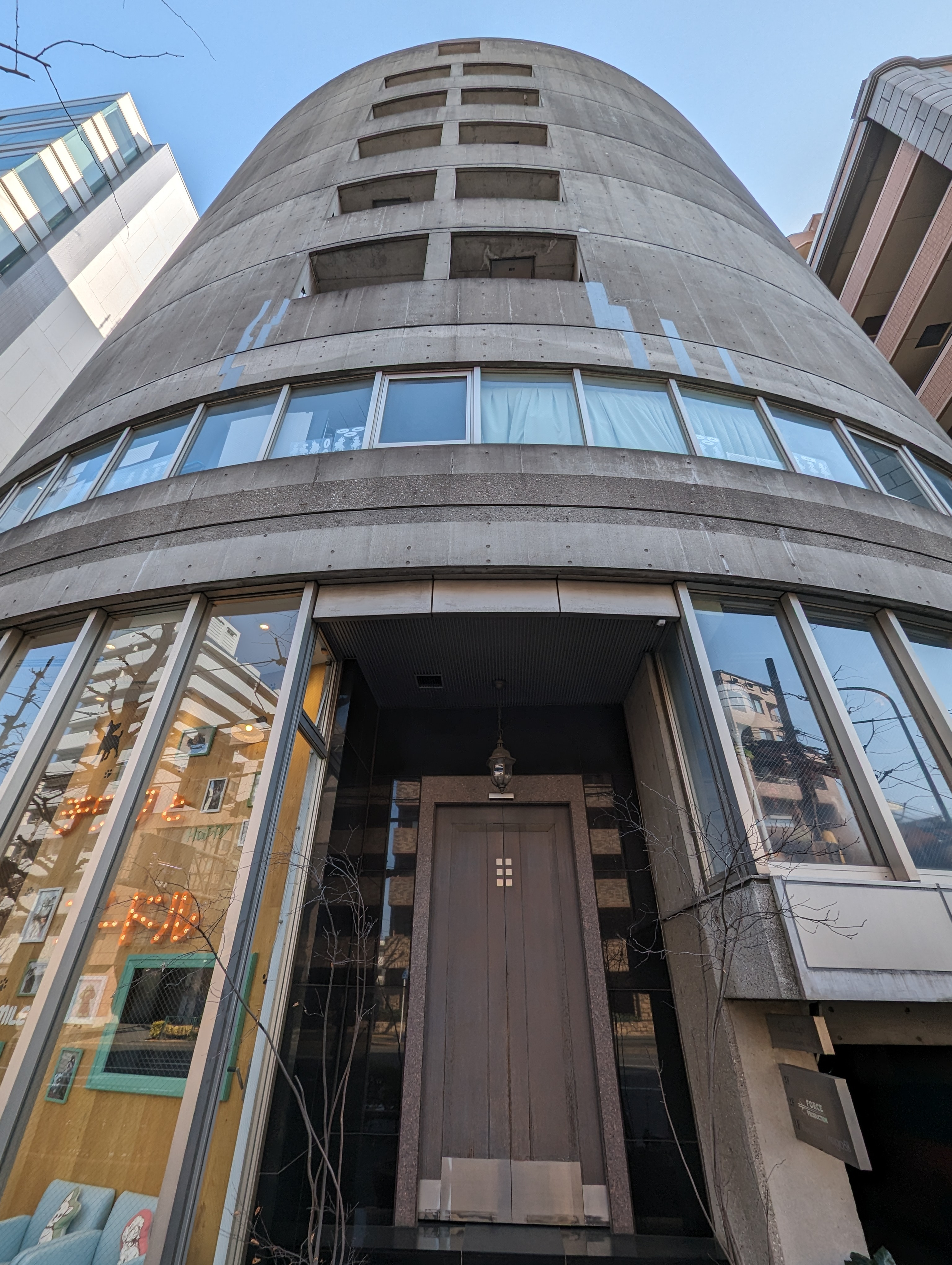
Budynek Cour de Lodge, w którym znajduje się główna siedziba studia

AXsiZ Co., Ltd. (jap. 株式会社AXsiZ Kabushiki-gaisha Akushizu) – japońskie studio animacji założone 7 lipca 2011 roku przez pracowników byłego drugiego studia produkcyjnego Studia Gokumi, z którym firma utrzymuje bliskie relacje.

## Produkcje

### Seriale telewizyjne
- Pandora in the Crimson Shell: Ghost Urn (2016; we współpracy ze Studiem Gokumi)[2]
- Wagamama High Spec (2016)[3]
- Seiren (2017; we współpracy ze Studiem Gokumi)[4]
- Ms. Koizumi Loves Ramen Noodles (2018; we współpracy ze Studiem Gokumi)[5]
- Ms. Vampire Who Lives in My Neighborhood (2018; we współpracy ze Studiem Gokumi)[6]
- Ulysses: Jeanne d’Arc and the Alchemist Knight (2018)[7]
- Maesetsu! (2020; we współpracy ze Studiem Gokumi)[8]
- World’s End Harem (2021–2022; we współpracy ze Studiem Gokumi)[9]
- Reborn as a Vending Machine, I Now Wander the Dungeon (2023; we współpracy ze Studiem Gokumi)[10]
- Yumemiru danshi wa genjitsushugisha (2023; we współpracy ze Studiem Gokumi)[11]
- I Got Married to the Girl I Hate Most in Class (2025; we współpracy ze Studiem Gokumi)[12]
- Reborn as a Vending Machine, I Now Wander the Dungeon 2 (2025; we współpracy ze Studiem Gokumi)[13]

### OVA
- Kin-iro Mosaic: Pretty Days (2016)[14]

### Filmy
- Pandora in the Crimson Shell: Ghost Urn (2015; we współpracy ze Studiem Gokumi)[15]
- Kin-iro Mosaic: Thank You!! (2021; we współpracy ze Studiem Gokumi)[16]